# 수색직결선
수색직결선(水色直結線)은 서울특별시에 있는 경의선 수색역과 경기도 고양시에 있는 인천국제공항철도 상의 분기점을 연결하는 대한민국의 철도 노선이다. 수색직결선은 한국고속철도(KTX)를 인천국제공항 방면으로 직통 운행하기 위해 건설한 노선인데, 2018년 동계 올림픽과 2018년 동계 패럴림픽을 염두에 두고 건설되었다.

## 배선도
수색직결선과 수색차량사업소 및 수색역의 배선도는 다음과 같다.

## 역사
- 2014년 6월 30일 : KTX의 일부 열차를 인천국제공항역으로 운행하여 영업을 개시하였다.[1][2]
- 2018년 3월 23일 : KTX 차량 정비를 이유로 운행을 중단하였다.
- 2018년 7월 30일 : 인천공항 방면 KTX 운행이 공식 폐지되었다.
- 2019년 4월 17일 : 철도 노선번호 변경에 따라 30307로 변경[3]
- 2019년 : 2019년 세계 수영 선수권 대회 기간 동안 임시 운행하였다.